# 기타바타케 가
기타바타케 가(北畠家, きたばたけけ) 또는 기타바타케 씨(北畠氏, きたばたけし)는 일본 무라카미 겐지(村上源氏)의 한 유계인 구게(公家) ・ 부케(武家) ・ 화족(華族)이었던 집안이다.
원래는 무라카미 겐지(村上源氏) 나카노인 가(中院家)의 서류로 남북조 시대(南北朝時代)에 남조(南朝)의 충신으로써 중시받았고 이세국(伊勢国)으로 진출하여 남북조 합일(南北朝合一) 후에도 고쿠시(国司)로써 세력을 보존하였으며, 구게 다이묘(公家大名), 센고쿠 다이묘(戦国大名)로써 센고쿠 시대(戦国時代) 말기까지 명맥을 보전하였으나、덴쇼(天正) 4년(1576년) 오다 노부나가(織田信長)에게 멸망당하였다.
메이지 유신(明治維新) 이후 고가 후작가(久我侯爵家)의 분가로써 다시 일어났고, 화족으로써 남작(男爵) 작위를 받았다.

## 역사

### 가마쿠라 ・ 무로마치 시대
나카노인 가(中院家)의 가조(家祖)인 나카노인 미치카타(中院通方)의 아들 마사이에(雅家)가 교토 북부의 기타바타케(北畠, 교토 교엔 북부)로 옮겨 살면서 「기타바타케」(北畠)를 칭하였다.
마사이에의 아들 모로치카(師親)는 『공경보임』(公卿補任)에 따르면 태어나기 전에 모로치카의 아들 모로시게(師重)는 두 살이었고, 모로시게의 아들 지카후사는 생후 5개월에 지카후사의 아들 아키이에는 세 살에 작위를 받았는데, 이는 산조 사네시게(三条実重)나 오미야 스에히라(大宮季衡), 도인 긴카타(洞院公賢), 도인 긴토시(洞院公敏)처럼 기타바타케 가가 천황의 사적인 측근 신하였다는 점이 원인으로 여겨지고 있다. 마사이에의 어머니의 조카(마사이에의 종형제)에 해당하는 미나모토노 마사토모(源雅具)는 왕위와는 연이 없었던 구니히토 왕(邦仁王)에게 일찍부터 출사해 있었기 때문에 구니히토 왕의 즉위와 함께 구게 사회에서 승진하게 되는데, 마사이에도 마사토모도 같은 시기부터 똑같이 출세하여 마사이에도 즉위 전의 구니히토 왕에게 출사하였다고 여겨지며, 이로 인해 마사이에의 자손들도 일찍부터 작위를 받게 되었던 것이다.
기타바타케 가는 고사가 천황 이후 다이카쿠지 왕통(大覚寺統)과의 관계가 깊었고 고사가 상황이 출가할 때에는 마사이에가, 가메야마 상황(亀山上皇)이 출가할 때에는 모로치카가, 고우다 상황(後宇多上皇)이 출가할 때에는 모로시게가 출가하였다.
가마쿠라 시대(鎌倉時代) 말기에는 기타바타케 지카후사(北畠親房)라는 인물이 있어 고다이고 천황(後醍醐天皇)의 겐무 신정(建武の新政)을 지지하였고, 고다이고 천황이 붕어한 뒤에는 남조(南朝)의 군사적 지도자가 되어 남조의 정통성을 옹호하기 위한 목적이 담긴 『신황정통기』(神皇正統記)를 집필하기도 하였다. 지카후사의 장남 기타바타케 아키이에(北畠顕家)는 아버지와 함께 요요시 친왕(義良親王, 훗날의 고무라카미 천황)을 받들어 오슈 진정에 나섰고, 겐무 정권으로부터 이반한 아시카가 타카우지(足利尊氏)를 교토(京都)에서 쫓아내고 손아랫동생 기타바타케 아키노부(北畠顕信)와 함께 남조 세력으로써 아시카가와 싸웠다.
지카후사의 셋째 아들 기타바타케 아키요시(北畠顕能)는 이세 고쿠시가 되어 이후 기타바타케 종가는 이세에 정착하였다. 무로마치 시대(室町時代)가 되어 이세에서 독자적인 세력을 가지고 그 지배 형태는 고쿠시 체제를 유지하는 이른바 구게 다이묘(公家大名)라고 해야 할 것이 되었다. 막부의 이세 슈고들의 세력권이 북부 이세에 한정되어 있었던 것에 비해 구모즈 강(雲出川) 남쪽 이치시 군(一志郡), 이이타카 군(飯高郡), 이이노 군(飯野郡), 다키 군(多気郡), 와타이 군(度会郡) 같은 남부 이세는 기타바타케 가가 장악하고 있었다. 또한 역대 당주는 이치시 군의 다케 성(多芸城, 霧山城)을 거성(居城)으로 삼아 다케 고쇼(多芸御所)라 불렸다.
남북조 합일(南北朝合一) 후 메이토쿠 화약(明徳の和約)이 제대로 지켜지지 않아 북조 계통에 의해 일본의 왕위가 독점되게 된 것에 반발하여 오에이(応永) 22년(1415년) 기타바타케 미치마사(北畠満雅)가 무로마치 막부에 맞서 군사를 일으켰다. 한 번은 화목하였으나, 쇼초(正長) 원년(1428년) 7월에 뒤 이을 아들이 없던 쇼코 천황(称光天皇)이 붕어했을 때에도 북조 방계의 고하나조노 천황(後花園天皇)이 그 후사로 선택되었지만, 고쿠라노미야 세이쇼(小倉宮聖承)를 등에 업고 다시 반란을 일으켰고 막부측 대군의 공격으로 그 해(1429년) 12월에 아노 군(安濃郡)의 이와다 강(岩田川)에서 전사하였다(이와다 강 전투). 이 싸움에서 기타바타케 가는 이치시 군 ・ 이이타카 군을 잃었고, 이곳은 각기 나가노 미치후지(長野満藤), 도키 모치요리(土岐持頼)에게 주어졌는데, 후에 막부로부터 반환되었다.
가키쓰(嘉吉) 원년(1441년), 아시카가 요시노리(足利義教)가 암살되는 사건이 벌어지고 주모자의 한 명으로써 연척 관계에 있었던 아카마쓰 노리야스(赤松教康)가 고쿠시인 기타바타케 노리토모(北畠教具)를 의지해 왔지만 보호를 거부당하고 자결하게 되었다.
오닌(応仁) 원년(1467년) 오닌의 난(応仁の乱)이 벌어지자 전란을 피해 이세로 내려 온 아시카가 요시미(足利義視)를 보호하였다. 기타바타케 가는 동군(東軍) 편에 붙었지만 교토 안에서 벌어진 전투에는 참가하지 않았다. 한편으로 적대하고 있던 북부 이세의 나가노 구도 씨(長野工藤氏)는 서군(西軍)에 붙었다.
무로마치 시대 후기 노리토모(教具) ・ 기타바타케 마사사토(北畠政郷) ・ 기타바타케 기치카(北畠材親) 3대에 관해서는 단속적으로 막부로부터 이세 슈고(伊勢守護)로 임명되어 이세 고쿠시와 슈고를 겸임하였다.
이세 기타바타케 씨로부터 기즈쿠리 씨(木造氏, 이치시 군), 이세 오카와치 씨(伊勢大河内氏, 이이타카 군), 사카우치 씨(坂内氏, 이이타카 군), 다무라 씨(田丸氏, 와타이 군度会郡), 호시아이 씨(星合氏, 이치시 군), 나미세 씨(波瀬氏, 이치시 군), 이와우치 씨(岩内氏, 이이타카 군), 후지카타 씨(藤方氏, 아노 군)의 여러 씨족들이 분가하여 나왔다. 이들은 제각기 그곳에서 고쇼(御所)라 칭하였다. 이 가운데 기즈쿠리 고쇼(木造御所)는 기타바타케 서류 가문들의 필두격이었는데, 기즈쿠리 고쇼의 관위(官位)는 기타바타케 종가 ・ 다키 고쇼(多芸御所)를 상회하는 것이었다.
또한 오슈(奥州) ・ 쓰가루(津軽)에서는 기타바타케 아키이에의 자손설이나 기타바타케 아키노부의 자손설, 또는 아키이에(또는 아키노부)의 자손들이 사위로 들어가게 되었다는 기타바타케 서류가 나미오카 고쇼(浪岡御所)로써 존속하였다고도 한다.

### 센고쿠 ・ 아즈치 모모야마 시대

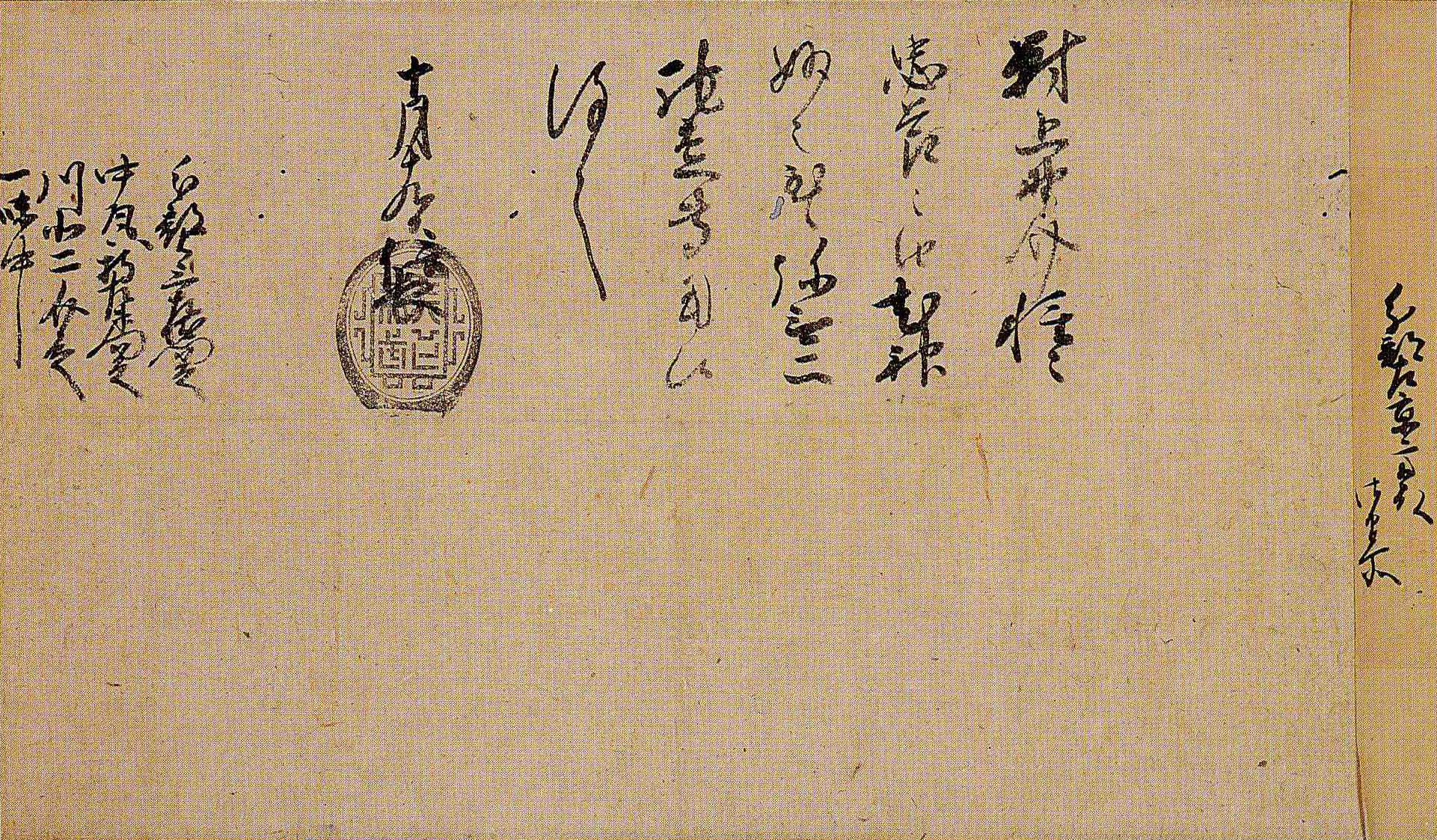
오다 노부나가의 흑인장(黒印状). 노부나가가 기타바타케 가에 대한 숙청을 행했을 때 노부나가에게 협력했던 현지 고쿠진들에게 발급한 감사장이다. 다카시마 정 역사민속자료관(高島町歴史民俗資料館) 소장

센고쿠 시대(戦国時代)에 이르러 기타바타케 집안은 영주(英主)라 할 기타바타케 하루토모(北畠晴具)가 등장하였다. 기타바타케 가는 남부 이세, 시마국(志摩国), 이가국(伊賀国) 남부, 야마토국(大和国) 남부, 기이국(紀伊国) 동부에 이르는 일대 세력을 이루었다. 다른 한편으로 북부 이세에서 세력을 지니고 있던 나가노 구도 씨(長野工藤氏)와는 격렬하게 다툼을 벌였다.
하루토모의 아들 도모노리(具教)의 대에 나가노 구도 씨(長野工藤氏)를 복종시키고 북부 이세로 진출, 시마로의 지배도 강화하는 등 센고쿠 다이묘(戦国大名)로써의 최전성기를 맞이한다.
그러나 도모노리의 아들 도모후사(具房)의 대에 이르러 이세 국은 차츰 오와리의 오다 노부나가(織田信長)의 침공을 당하게 되고, 기타바타케 가의 기치 아래 있었던 간도 씨(神戸氏)나 나가노 구도 씨도 차례로 오다 가(織田家)에 복속하여 노부나가의 동생과 아들을 맞이하고 오다 가로 돌아섰다.
에이로쿠 12년(1569년) 8월 오다 노부나가의 침공이 벌어지고 오카와치 성(大河内城)이 포위 공격당하였다. 10월에 이르러 쇼군 아시카가 요시아키(足利義昭)의 중개로 화의가 맺어졌다(오카와치 성 전투). 그 결과 노부나가의 차남 노부카쓰(信雄)를 도모후사의 양자로 들이고 나아가 선대 도모노리의 딸인 유키히메(雪姫, 지요 고젠千代御前)의 사위로 맞이한다는, 오다 가에 유리한 형태로 강화가 성립되었다. 노부카쓰는 덴쇼 3년(1575년) 기타바타케 가의 가독을 이어받았다. 이때 기쓰쿠리 씨의 당주는 도모노리의 친동생 기쓰쿠리 도모마사(木造具政)였는데, 도모노리는 오다 가와 내통하고 있었다.
덴쇼 4년(1576년) 11월 미노세 고쇼(三瀬御所)에 은거하던 도모노리는 노부나가의 명을 받은 노부카쓰가 보낸 자객에 의해 저택에서 급습을 당했고, 넷째 아들 도쿠마쓰마루(徳松丸)와 다섯째 아들 가메마쓰마루(亀松丸)와 함께 암살당했다. 도모노리의 차남 나가노 도모후지(長野具藤), 셋째 아들 기타바타케 지카나리(北畠親成)는 다무라 고쇼에서, 오카와치 노리미치(大河内教通), 波瀬具祐와 이와우치 미쓰야스(岩内光安), 사카우치 도모요시(坂内具義)와 함께 살해되었고, 사카우치 고쇼에 있던 사카우치 도모후사(坂内具房)나 霧山御所에서 성주 대리(城代)로 있던 기타바타케 마사나리(北畠政成) 및 나미세 도모미치(波瀬具通)가 살해되었다(미노세의 변三瀬の変).
기타바타케 일문이 말살당한 이유를 아시카가 요시아키의 이른바 노부나가 포위망(信長包囲網)의 일원이던 다케다 신겐(武田信玄)의 서상(西上) 작전에서 도모노리가 배를 내어준다는 밀약을 맺고 있었다는 점 등이 거론된다.
도모후사는 그 신병이 다키가와 가즈마스(滝川一益)에게 넘겨져 아노 군 가와치(河内)에 3년 동안 유폐되어 있다가 덴쇼 8년(1580년) 1월 5일에 교토에서 사망하였다. 이러한 일련의 노부나가의 행동으로 가마쿠라 이래의 명문이었던 기타바타케 가는 명실상부하게 오다 가로 넘어갔다.
덴쇼 10년 6월 노부나가가 혼노지의 변(本能寺の変)으로 사망하고 빈고(備後)로 달아나 있던 도모노리의 친동생 기타바타케 도모치카(北畠具親)가 이세 五箇篠山城로 돌아와 다시금 재기하였으나 성은 함락되었고, 훗날 가모 씨(蒲生氏) 아래 객신(客臣)으로 들게 되었다. 혼노지의 변 뒤에 열린 기요스 회의(清洲会議)에서 노부카쓰는 오다 가의 후계자가 되려고 오다 성으로 돌아왔기 때문에 이세 고쿠시 가문으로써의 기타바타케 가는 멸망하였다.

### 재흥
나카노인 미치카쓰(中院通勝)의 아들 지카아키(親顕)가 기타바타케 가의 이름을 이었지만, 에도 시대인 간에이(寛永) 7년(1630년) 지카아키가 사망한 뒤에 후사가 없어 기타바타케 가는 다시금 단절되었다.
기타바타케 씨가 다시 일어선 것은 메이지 시대였다. 유신 뒤 고가 가(久我家)의 당주 고가 다케미치(久我建通)의 넷째 아들 미치시로(通城)는 1868년(메이지 원년) 9월에 에치고국(越後国) 가시와자키 현지사(柏崎県知事), 1869년(메이지 2년) 4월에 효고현지사(兵庫県知事)로 취임하는 등 젊은 나이에 요직을 역임하였기에 고가 가의 적자가 아님에도 승전(昇殿)이 허가되었다. 이를 들어 미치시로에게 고가 가의 서류로써 그가 새로이 도소케(堂上家)를 일으키는 것이 허락되었다는 설도 있지만, 실제로는 그렇지 않고 그 한 사람의 대(代)에 한정하여 도소나미(堂上並)로써 취급되었던 것으로 여겨진다. 다케미치에 대해서는 1870년(메이지 3년) 3월에 그가 미치시로를 당주로 삼아 기타바타케 가를 다시 일으키고 싶다는 취지를 메이지 신정부에 출원하였는데, 권판관(権判官) 다이고 다다유키(醍醐忠敬)로부터 미치시로에게 승전을 허락한 것은 미치노리 그 한 사람의 대에 한정해서 허락한 것으로 아무리 도소케라 하여도 차남이 기타바타케로 성을 바꾸는 것은 인용될 수 없다 하여 청원은 각하되었다고 한다.
미치시로는 그 한 대에 한정해 당상관이었고, 화족 제도가 성립된 당초에는 그 한 대에 한정하여 종신 화족이 되어 있었는데, 1870년(메이지 3년) 11월에 미치시로에게 영세록(永世禄) 245석(石) 1두(斗)가 지급되고 이로 하여 미치시로는 한 집안을 새로 일으키는 것이 허락되어 종신화족에서 영세화족(永世華族)이 된 것으로 여겨지며 때문에 1871년(메이지 4년) 7월 19일자로 미치노리에게 기타바타케로 성을 바꾸는 것이 허락되었다. 이로써 기타바타케 지카후사의 후예로써 기타바타케 집안 재흥이 이루어졌다. 화족이 오작제(五爵制)가 된 1884년(메이지 17년) 기타바타케 미치시로에게 남작(男爵) 작위가 주어졌으며 미치시로는 후에 기타바타케 지카후사, 아키이에 부자 등을 제향하는 료 산 신사(霊山神社)의 궁사(宮司)를 맡았다.
패전 전인 쇼와(昭和) 전기에 기타바타케 남작가의 저택은 도쿄 시(東京市) 스기나미 구(杉並区) 신메이 정(神明町)에 있었다.